# 御茶ノ水女子大学
もしかして
- お茶の水女子大学

ではありませんか？